# Zombie Studios
A Zombie Studios egy amerikai független videójáték-fejlesztő cég volt. A vállalatot 1994-ben, Zombie LLC néven alapította meg Joanna Alexander és Mark Long, a David Sarnoff Research Center egykori alkalmazottai. Alexander és Long azután alapította meg a Zombie-t miután 1993-ban a Hasbro megbízásából a Sarnoffnál megterveztek egy virtuális valóságon alapuló játékkonzolt. A Zombie alapítása óta több, mint 30 játékot készített el szinte minden jelentős platformra, kezdve a Sega 32X-től a PlayStation 4-ig bezárólag. 1999 és 2004 között a cég Zombie Inc. néven működött. 2005-ben Direct Action Games néven létrehozták a saját alacsony költségvetésű játékvonalukat, amely keretében alacsonyabb árú játékokat jelentetnek meg személyi számítógépekre és konzolokra egyaránt.
A játékaik számos játékstílust lefednek, így például készítettek már first-person shootert, valós idejű stratégiai játékot, logikai játékot, játéktermi játékot, kalandjátékot, vadászjátékot vagy szimulációs játékot. A Zombie sokféle játékplatformra, köztük PlayStation, PlayStation 2, PlayStation 3, PlayStation 4, Xbox és Xbox 360 játékkonzolokra, PlayStation Portable kézikonzolra, személyi számítógépekre és mobiltelefonokra is készített játékokat.
Kiadói vagy forgalmazói kapcsolatuk volt többek között a Bethesda Softworksszel, Konamival, a Ubisofttal, az Activisionnel, az Atarival, a Microsoft Studioszal, a Disney-vel, a RealNetworksszel, a Novalogickal, a Take-Twoval, az America’s Army-val, a Zangóval, a Groove Gameszel, az Encore Software-rel, a Panasonic-kal, a Wild Tangenttel, a Sony-val, a BAM-mel, a Brash Entertainmenttel, a Mobliss-szel, az Ignition Entertainmenttel, a Perfect World Entertainmenttel és az Atlusszal.
A cég alapítása után több, mint húsz évvel, 2015 januárjában bezárt. A vállalat munkatársai Builder Box néven alapítottak új céget, ahova a Blacklight: Retribution jogait is magukkal vitték.

## Videójátékaik
- Ice & Fire (1995)
- Locus (1995)
- Zork Nemesis (1996)
- ZPC (1996)
- Spearhead (1998)
- Spec Ops: Rangers Lead the Way (1998)
- Spec Ops: Ranger Team Bravo (1998)
- Body Glove’s Bluewater Hunter (1999)
- Spec Ops II: Green Berets (1999)
- Tom Clancy’s Rainbow Six: Covert Operations Essentials (2000) (a Rogue Spear kiegészítőcsomagja)
- Alcatraz: Prison Escape (2001)
- Atlantis The Lost Empire: Search for the Journal (2001)
- Atlantis The Lost Empire: Trial by Fire (2001)
- Delta Force: Task Force Dagger (2002)
- Super Bubble Pop (2002)
- Shadow Ops: Red Mercury (2004)
- Saw (2009)
- Blacklight: Tango Down (2010)
- Saw II: Flesh & Blood (2010)
- Blackwater (2011)
- Blacklight: Retribution (2012)
- Frogger: Hyper Arcade Edition (2012)
- Special Forces: Team X (2013)
- Teenage Mutant Ninja Turtles: Way of the Warrior (Plug and Play CMOS kamera-játék)
- Daylight (2014)

## Direct Action Games
- Combat: Task Force 121
- World War II Combat: Road to Berlin (2006)
- World War II Combat: Iwo Jima (2006)
- CQC - Close Quarters Conflict

## Komoly játékok
A cég több megbízást is kapott az Amerikai Egyesült Államok hadseregétől, hogy segédkezzenek kiképzési és toborzó játékok elkészítésében.
- America’s Army: Special Forces (2003)
- Future Force Company Commander (2006)
- Virtual Army Experience
- AH-64D Apache Simulator
- Future Soldier Trainer
- Convoy Trainer
- JROTC First Aid Trainer